# هجوم منبج
هجوم منبج، المعروف أيضًا باسم عملية الشهيد القائد فيصل أبو ليلى، كانت عملية هجومية عسكرية عام 2016 من قبل قوات سوريا الديمقراطية (قسد) للاستيلاء على مدينة منبج من تنظيم الدولة الإسلامية (داعش)، وفي نهاية المطاف، المناطق الخاضعة لسيطرة داعش من خلال الباب إلى حربل، في المنطقة التي يشار إليها باسم «جيب منبج» في شمال محافظة حلب. الهدف الرئيسي من الهجوم كان قطع آخر طرق إمداد داعش من العالم الخارجي ولمنع داعش من نقل المقاتلين من سوريا لتنفيذ هجمات إرهابية في تركيا و‌أوروبا. نفذ التحالف بقيادة الولايات المتحدة ما يزيد عن 55 ضربة جوية لدعم تقدمات قوات سوريا الديمقراطية.

## الاستعدادات

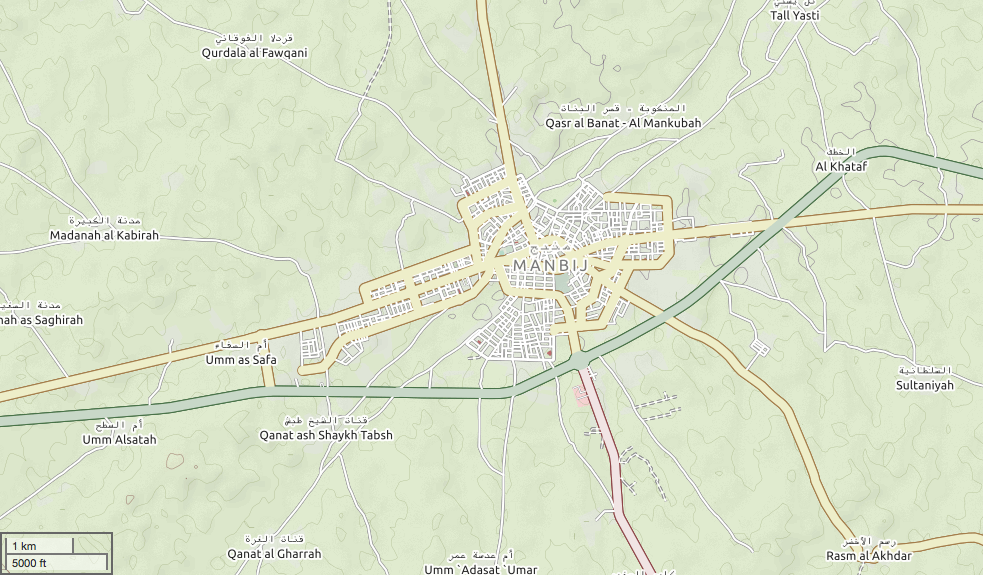
تخطيط مدينة منبج.

في أواخر ديسمبر 2015، استولت قسد على سد تشرين وعبرت الفرات، مستولية على بلدة تشرين وغيرها من المناطق القريبة من داعش، مما يمهد الطريق من أجل هجوم مستقبلي نحو منبج.
في 30 مارس 2016، كانت القوات الجوية الأمريكية قد نفذت 25 ضربات جوية ضد داعش. في 2 أبريل، شكلت 6 فصائل من قوات سوريا الديمقراطية غير مرتبطة بوحدات حماية الشعب مجلس منبج العسكري لتمهيد الطريق من أجل الهجوم على منبج. وكانت معظم الجماعات جزءاً من كتيبة شمس الشمال التابعة لجيش الثوار، من بينها لواء شهداء الفرات وجند الحرمين، وجماعة لا ترتبط بكتيبة شمس الشمال مكونة من العرقية التركمان تسمى كتيبة تركمان منبج.
في 3 أبريل، طلبت الولايات المتحدة من تركيا الدعم في هجوم منبج، ولكن تركيا كان لديها مطلبين مقابل مساعدة التحالف المناهض لداعش الذي تقوده الولايات المتحدة. طالبت تركيا أولاً بأن تترك القبائل العربية السورية التي ستشارك في عملية منبج قوات سوريا الديمقراطية، والتي تتكون في معظمها من وحدات حماية الشعب ووحدات حماية المرأة وأيضًا يجب على الولايات المتحدة أن تزيد ضرباتها الجوية لصالح الجماعات التي تدعمها تركيا.

## روابط خارجية
- The YPG's Next Move: A Two Front War for the Manbij Pocket
- Holding Territory Taken From ISIS in the Manbij Pocket
- On the Front Line in the Bloody Fight to Take Manbij From ISIS